# فتو بوكيت

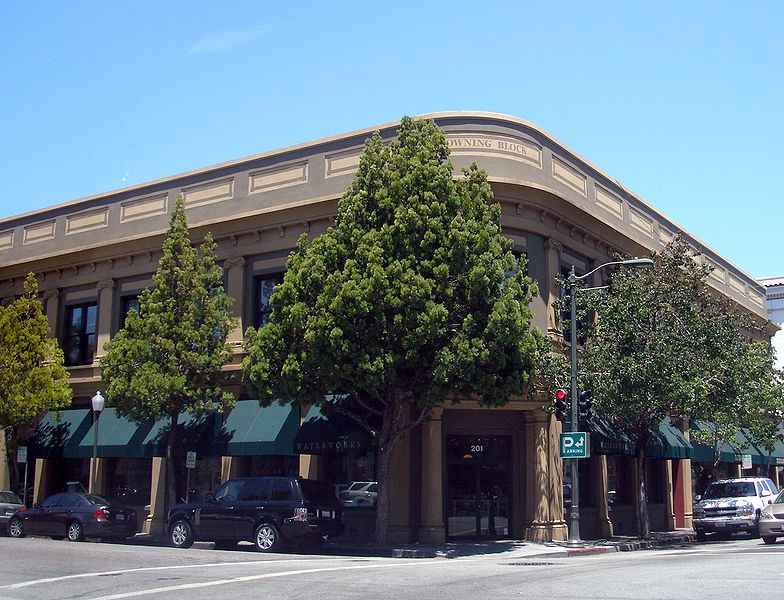
مبني تسويق فتوبوكيت في بالو ألتو، كاليفورنيا

فتو بوكيت (بالإنجليزية: Photobucket) هو موقع شهير في استضافة الصور. والذي أنشئ سنة 2003، واشتهر الموقع بدرجة كبيرة وانخفض ترتيبه في أليكسا الي 153 حسب إحصائيات فبراير 2012.